# Stazione meteorologica di Pescopagano
La stazione meteorologica di Pescopagano è la stazione meteorologica di riferimento relativa alla località di Pescopagano (PZ).

## Coordinate geografiche
La stazione meteorologica è situata nell'Italia meridionale, in Basilicata, in provincia di Potenza, nel comune di Pescopagano, a 954 metri s.l.m. e alle coordinate geografiche 40°50′N 15°24′E.

## Dati climatologici
Secondo i dati medi del trentennio 1961-1990, la temperatura media del mese più freddo, gennaio, si attesta a +1,7 °C, mentre quella del mese più caldo, luglio, è di +19,2 °C .
| Pescopagano        | Mesi | Mesi | Mesi | Mesi | Mesi | Mesi | Mesi | Mesi | Mesi | Mesi | Mesi | Mesi | Stagioni | Stagioni | Stagioni | Stagioni | Anno |
| Pescopagano        | Gen  | Feb  | Mar  | Apr  | Mag  | Giu  | Lug  | Ago  | Set  | Ott  | Nov  | Dic  | Inv      | Pri      | Est      | Aut      | Anno |
| ------------------ | ---- | ---- | ---- | ---- | ---- | ---- | ---- | ---- | ---- | ---- | ---- | ---- | -------- | -------- | -------- | -------- | ---- |
| T. max. media (°C) | 4,8  | 6,0  | 9,0  | 12,9 | 17,3 | 22,2 | 25,1 | 25,0 | 20,8 | 15,2 | 10,5 | 6,9  | 5,9      | 13,1     | 24,1     | 15,5     | 14,6 |
| T. min. media (°C) | −1,3 | −0,9 | 0,8  | 4,0  | 6,7  | 11,2 | 13,3 | 12,9 | 10,7 | 7,1  | 3,2  | 0,5  | −0,6     | 3,8      | 12,5     | 7,0      | 5,7  |